# Sapromyza ultima
Sapromyza ultima är en tvåvingeart som beskrevs av Baez 2001. Sapromyza ultima ingår i släktet Sapromyza och familjen lövflugor. Inga underarter finns listade i Catalogue of Life.